# Sarah Lee Guthrie & Johnny Irion
Sarah Lee Guthrie (née dans le Massachusetts le 17 février 1979) et Johnny Irion (né à Columbia en Caroline du Sud le 3 février 1968) forment un duo de chanteurs.

## Biographie
Guthrie et Irion se sont mariés le 16 octobre 1999 et ont formé un duo acoustique à l'automne 2000. Leur musique combine l'amour d'Irion pour le rock et la culture musicale de Guthrie, orientée vers le folk et la musique country.
Guthrie est la plus jeune fille du chanteur Arlo Guthrie et la petite-fille de Woody Guthrie. Elle a sorti son premier album, titré d'après son nom, en production familiale. Enfant, elle a fait du théâtre et de la danse. Son intérêt pour la musique s'est développé lorsqu'elle a travaillé avec son père sur la tournée du Further Festival en 1997. « J'ai toujours écrit des poèmes, donc ce n'est pas si difficile pour moi de les transformer en chansons ».

« Mon père était absolument ravi, bien sûr et m'a appris des trucs tous les jours quand on était sur la route ensemble. C'était une façon très sympa de découvrir mon père, parce que je ne l'avais jamais connu de cette façon. Et c'est une autre des raisons qui a facilité mon apprentissage : mon père m'a tellement encouragée »

— Alarik, Scott.
Irion vient d'une famille d'artistes. Son oncle est l'écrivain Thomas Steinbeck (en) (fils de John Steinbeck) et sa grand-mère, Rubilee Knight, est violoniste. Son grand-père Fred Knight était chanteur ténor. Irion et Guthrie se sont rencontrés par un ami commun (Chris Robinson des Black Crowes) quand ils travaillaient ensemble à Los Angeles. En 1999, Guthrie et Irion ont rejoint le guitariste Tao Rodríguez-Seeger, petit-fils de Pete Seeger, et formé avec lui un trio sous le nom de RIG.
Guthrie et Irion se sont produits au Newport Folk Festival, au Philadelphia Folk Festival ainsi que dans des théâtres, centres culturels et scolaires. Quand ils ne jouent pas leur propres pièces, ils sont en tournée avec Arlo Guthrie, assurant la première partie de son spectacle puis le rejoignant sur scène pour un concert familial. Ils l'ont notamment accompagné au Carnegie Hall avec Pete Seeger et The Dillards.

## Discographie
| Année | Titre              | Artiste                             | Label              |
| ----- | ------------------ | ----------------------------------- | ------------------ |
| 2011  | Bright Examples    | Sarah Lee Guthrie & Johnny Irion    | Ninth Street       |
| 2007  | Ex Tempore         | Johnny Irion                        | Rt.8/RCAM          |
| 2005  | Exploration        | Sarah Lee Guthrie & Johnny Irion    | New West           |
| 2004  | Entirely Live [EP] | Sarah Lee Guthrie & Johnny Irion    | Rt. 8              |
| 2002  | Sarah Lee Guthrie  | Sarah Lee Guthrie                   | Rising Son Records |
| 2001  | Unity Lodge        | Johnny Irion                        | Yep Roc Records    |
| 1994  | Weave              | Johnny Irion / Queen Sarah Saturday | Thirsty Ear        |